# Майк Паркс
Майк Паркс (на английски: Mike Parkes) е бивш британски автомобилен състезател, пилот от Формула 1. Роден на 24 септември 1931 г. в Ричмънд, Великобритания.

## Формула 1
Майк Паркс прави своя дебют във Формула 1 в Голямата награда на Великобритания през 1959 г. В световния шампионат записва 7 състезания като печели четиринадесет точки, качва се два пъти на подиума и печели първа стартова позиция в състезанието през 1966 Голяма награда на Италия, състезава се за два отбора.